# Campeonato Nacional Sub-20 2013 (Bolivia)
El Campeonato Nacional Sub-20 2013 fue un torneo clasificatorio de fútbol boliviano organizado por la Asociación Nacional de Fútbol de Bolivia con representantes de los 9 departamentos de Bolivia, con sede en Oruro que se disputó entre el 4 y 11 de mayo de 2013. El ganador del torneo se clasificó a la Copa Libertadores Sub-20 de 2013

## Formato
Participaron los 9 equipos campeones de los torneos sub-20 de las Asociaciones Departamentales de fútbol Bolivia, y el subcampeón de la ciudad sede.
El torneo tuvo como sede a la ciudad de Oruro. Los partidos se desarrollaron en el Estadio Jesús Bermúdez, y en la cancha de propiedad del Oruro Royal Club que cuenta con césped sintético.
Los 10 equipos fueron repartidos en 2 series de 5 equipos, los mejores de cada grupo jugarán las semifinales de forma cruzada, los ganadores la final y los perdedores el tercer lugar.

## Datos de los equipos
| Equipo                                                            | Localidad               | Condición           |
| ----------------------------------------------------------------- | ----------------------- | ------------------- |
| Bolívar Administración e Inversiones y Servicios Asociados S.R.L. | La Paz                  | Campeón 2012 AFLP   |
| Club Atlético Nacional Emilio Alave                               | Potosí                  | Campeón 2012 AFP    |
| Escuela de Fútbol Quebrachos                                      | Tarija                  | Campeón 2012 ATF    |
| Oruro Royal Club                                                  | Oruro                   | Campeón 2012 AFO    |
| Club Deportivo San José                                           | Oruro                   | Subcampeón 2012 AFO |
| Club Atlético Nacional de Sucre                                   | Sucre                   | Campeón 2012 ACHF   |
| Club Vaca Díez                                                    | Cobija                  | Campeón 2012 APF    |
| Club Deportivo Jorge Wilstermann                                  | Cochabamba              | Campeón 2012 AFC    |
| Club Deportivo Callejas                                           | Santa Cruz de la Sierra | Campeón 2012 ACF    |
| Club Villa Real Sociedad                                          | Trinidad                | Campeón 2012 AFB    |

## Fase de grupos

### Tabla de Posiciones Serie "A"
| Pos | Equipo            | Pts | PJ | G | E | P | GF | GC | Dif |
| --- | ----------------- | --- | -- | - | - | - | -- | -- | --- |
| 1º  | Wilstermann       | 12  | 4  | 4 | 0 | 0 | 14 | 5  | 9   |
| 2º  | Atlético Nacional | 9   | 4  | 2 | 0 | 1 | 13 | 6  | 7   |
| 3º  | Real Sociedad     | 6   | 4  | 2 | 0 | 2 | 7  | 9  | -2  |
| 4º  | Oruro Royal       | 3   | 4  | 1 | 0 | 3 | 8  | 11 | -3  |
| 5º  | Vaca Díez         | 0   | 4  | 0 | 0 | 4 | 8  | 19 | -11 |

Pts = Puntos; PJ = Partidos Jugados; G = Partidos Ganados; E = Partidos Empatados; P = Partidos Perdidos; GF = Goles Anotados; GC = Goles Recibidos; Dif = Diferencia de gol
|  | Clasificados a Semifinales. |

### Resultados
| Oruro Royal | 1 - 2 | Atlético Nacional | 4 de mayo | 13:30 |
| Wilstermann | 4 - 1 | Real Sociedad     | 4 de mayo | 15:30 |

| Oruro Royal   | 5 - 4 | Vaca Díez         | 5 de Mayo | 13:30 |
| Real Sociedad | 1 - 3 | Atlético Nacional | 5 de Mayo | 15:30 |

| Wilstermann | 3 - 1 | Atlético Nacional | 6 de mayo | 13:30 |
| Vaca Díez   | 1 - 3 | Real Sociedad     | 6 de mayo | 15:30 |

| Wilstermann | 4 - 2 | Vaca Díez     | 7 de mayo | 13:30 |
| Oruro Royal | 1 - 2 | Real Sociedad | 7 de mayo | 15:30 |

| Vaca Díez   | 1 - 7 | Atlético Nacional | 8 de mayo | 10:00 |
| Oruro Royal | 1 - 3 | Wilstermann       | 8 de mayo | 12:00 |

### Tabla de Posiciones Serie "B"
| Pos | Equipo       | Pts | PJ | G | E | P | GF | GC | Dif |
| --- | ------------ | --- | -- | - | - | - | -- | -- | --- |
| 1º  | Callejas     | 10  | 4  | 3 | 1 | 0 | 11 | 6  | 5   |
| 2º  | Bolívar      | 9   | 4  | 3 | 0 | 1 | 18 | 2  | 16  |
| 3º  | San José     | 7   | 4  | 2 | 1 | 1 | 13 | 11 | 2   |
| 5º  | Quebrachos   | 3   | 4  | 1 | 0 | 3 | 7  | 14 | -7  |
| 4º  | Emilio Alave | 0   | 4  | 0 | 0 | 4 | 3  | 18 | -15 |

Pts = Puntos; PJ = Partidos Jugados; G = Partidos Ganados; E = Partidos Empatados; P = Partidos Perdidos; GF = Goles Anotados; GC = Goles Recibidos; Dif = Diferencia de gol
|  | Clasificados a Semifinales. |

### Resultados
| San José | 7 - 1 | Emilio Alave | 4 de mayo | 13:30 |
| Callejas | 3 - 2 | Quebrachos   | 4 de mayo | 15:30 |

| San José | 4 - 2 | Quebrachos | 5 de Mayo | 13:30 |
| Callejas | 2 - 1 | Bolívar    | 5 de Mayo | 15:30 |

| Callejas | 4 - 1 | Emilio Alave | 6 de mayo | 13:30 |
| Bolívar  | 6 - 0 | Quebrachos   | 6 de mayo | 15:30 |

| Emilio Alave | 0 - 4 | Bolívar  | 7 de mayo | 13:30 |
| San José     | 2 - 2 | Callejas | 7 de mayo | 15:30 |

| Quebrachos | 3 - 1 | Emilio Alave | 8 de mayo | 13:30 |
| San José   | 0 - 7 | Bolívar      | 8 de mayo | 15:30 |

## Fase Final
|  | Semifinales        | Semifinales        |   |             | Final              | Final              |  |
|  | 10 de mayo de 2013 | 10 de mayo de 2013 |   |             | 11 de mayo de 2013 | 11 de mayo de 2013 |  |
|  |                    |                    |   |             |                    |                    |  |
|  |                    |                    |   |             |                    |                    |  |
|  | Wilstermann        | 1                  |   |             |                    |                    |  |
|  | Bolívar            | 2                  |   |             |                    |                    |  |
|  |                    |                    |   |             |                    |                    |  |
|  |                    |                    |   |             |                    |                    |  |
|  |                    |                    |   |             | Bolívar            | 4                  |  |
|  |                    | Callejas           | 0 |             |                    |                    |  |
|  |                    |                    |   |             |                    |                    |  |
|  |                    |                    |   |             |                    |                    |  |
|  |                    |                    |   |             | Tercer lugar       |                    |  |
|  |                    |                    |   |             |                    |                    |  |
|  | Callejas           | 3                  |   | Wilstermann | 2                  |                    |  |
|  | Atlético Nacional  | 1                  |   |             | Atlético Nacional  | 3                  |  |

| Campeón Bolívar |

Semifinales
| Viernes, 10 de mayo de 2013, 13:30 | Wilstermann        | 1:2 | Bolívar                                       | Jesús Bermúdez, Oruro                                          |                                                                |
|                                    | Marcelo Flores 87' |     | Álvaro Espíndola 42' · Alberto Justiniano 82' | Asistencia: 1.000 aprox. espectadores Árbitro(s): Carlos Vides | Asistencia: 1.000 aprox. espectadores Árbitro(s): Carlos Vides |

| Viernes, 10 de mayo de 2013, 15:30 | Callejas                                                                    | 3:1 | Atlético Nacional | Jesús Bermúdez, Oruro                                           |                                                                 |
|                                    | Carlos Áñez 26' · Ricardo Román Arancibia 34' · Ricardo Román Arancibia 43' |     | Luis Coronado 23' | Asistencia: 1.000 espectadores Árbitro(s): José Antonio Limachi | Asistencia: 1.000 espectadores Árbitro(s): José Antonio Limachi |

Final
| Sábado, 11 de mayo de 2013, 15:30 | Bolívar                                                                               | 4:0 | Callejas | Jesús Bermúdez, Oruro        |                              |
|                                   | Dimar Ortega 32' · Erwin Saavedra 47' · Jaime Arrascaita 79' · Alberto Justiniano 89' |     |          | Asistencia: 500 espectadores | Asistencia: 500 espectadores |

Tercer Lugar
| Sábado, 11 de mayo de 2013, 13:30 | Wilstermann                     | 2:3 | Atlético Nacional                            | Jesús Bermúdez, Oruro |  |
|                                   | Cristian Arias · Marcelo Flores |     | Manuel Ortubé · Manuel Ortubé · Alex Cuéllar |                       |  |